# Phil Balsley
Philliph <Phil> Balsley (8 de agosto de 1939, Staunton, Virginia) es un cantante estadounidense de música country. Fue uno de los fundadores e integrante del famoso grupo The Statler Brothers cantando el barítono.

## Carrera
Phil nació en Staunton, Virginia, en 1939. Su carrera estuvo ligada a los The Statler Brothers cantando el barítono. En 1955 fundó el grupo junto a Lew DeWitt, Harold Reid y Joe McDorman. Comenzaron cantando en iglesias locales, y más tarde, cambiaron el nombre a <The Kingsmen>. En 1961, McDorman fue reemplazado por Don Reid como cantante principal. En 1964, adoptaron el nombre final, "The Statler Brothers". Comenzaron como respaldo vocal de Johnny Cash en el mismo año. En 1965, lanzaron su primer éxito, la canción compuesta por Lew DeWitt, Flowers On The Wall. 
En 1982 DeWitt abandonaría el grupo por problemas de salud, siendo reemplazado permanentemente por Jimmy Fortune. DeWitt muere el 15 de agosto de 1990 debido a las complicaciones de la enfermedad de Crohn que sufría de la adolescencia. 
En la década de los 80's y 90's los Statlers eran furor en la red TNN Nashville, a tal punto que llegaron a tener su propio programa de entretenimiento, The Statler Brothers Show, entre 1991 hasta 1998. El programa se convirtió en el de más audiencia de la historia de TNN Nashville.
Finalmente, el grupo se disolvió en 2002 con una gira de despedida.
- Datos: Q7181675